# Malmö FF
Malmö Fotbollförening, ofta förkortat Malmö FF eller MFF (även kallat Di Blåe), är en svensk fotbollsklubb från Malmö. De tävlar i Allsvenskan, den högsta divisionen i svensk fotboll, och spelar sina hemmamatcher på Eleda Stadion. Klubben har vunnit allsvenskan 27 gånger, blivit svenska mästare 24 gånger (flest SM-titlar av alla lag), senast 2024, och leder den allsvenska maratontabellen. De har även vunnit Svenska cupen 16 gånger.
Malmö FF grundades den 24 februari 1910 och gjorde sin första säsong i allsvenskan 1931/1932. De vann allsvenskan första gången 1944. Från och med mitten av 1940-talet och början av 1950-talet genomgick föreningen sin första storhetstid genom tre raka allsvenska guld (1949, 1950 och 1951).
Under 1970-talet vann klubben fem svenska mästerskap och fyra Svenska cupen-titlar. I Europacupen 1979 gick MFF till final och mötte där den engelska klubben Nottingham Forest, en match som slutade i förlust med 0–1, för denna prestation tilldelades föreningen Bragdguldet 1979. Malmö FF är den enda nordiska klubb som har varit representant vid Intercontinental Cupen (efterföljande av FIFA Club World Cup) där de tävlade om titeln 1979.
Sedan 2010-talet har klubben inlett vad som kan kallas sin tredje storhetstid då klubben tagit nio SM-titlar (2010, 2013, 2014, 2016, 2017, 2020, 2021, 2023 och 2024); vunnit svenska cupen vid två tillfällen (2022 och 2024); kvalat in till gruppspelet i Champions League säsongerna 2014/2015, 2015/2016 och 2021/2022; samt gått till slutspel i Europa League säsongerna 2018/2019 och 2019/2020.
Malmö FF:s främsta rivaler är Helsingborgs IF och IFK Göteborg. Från och med början av 1910-talet fram till 1960-talet, i cirka femtio år, hade klubben en rivalitet med IFK Malmö. Den officiella supporterföreningen är MFF Support  Klubben är medlem i Skånes Fotbollförbund.

## Historia

### Tidiga år

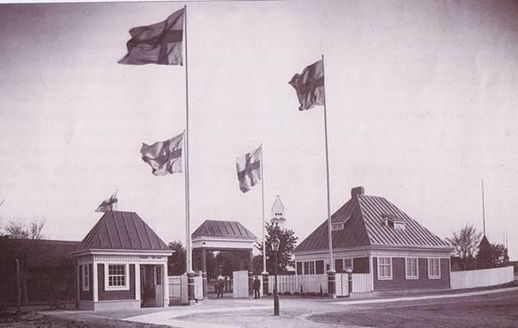
Malmö IP, klubbens första hemmaarena mellan 1910 och 1957.

Klubben uppstod som ett kommunalt initiativ 1905 för att uppmuntra ungdomar i Malmö att spela organiserad fotboll. Ett av ungdomslagen, Bollklubben Idrott, även känt som BK Idrott, var en föregångare till Malmö FF. BK Idrott gick ihop med IFK Malmö i deras nyskapade fotbollsavdelning 1909, men lämnade rätt snabbt på grund av problem mellan de två klubbarna. Den 24 februari 1910 grundade de 19 medlemmarna i BK Idrott, Malmö FF. Den första ordförande i klubben var Werner Mårtensson.
Klubben tillbringade sina första tio år i lokala och regionala divisioner eftersom det inte fanns någon officiell nationell liga. De spelade de flesta av sina matcher i stadsdivisionen som kallades Malmömästerskapen. De tävlade även i regionala tävlingar i Skåne och spelade matcher mot danska klubbar. År 1916 nådde Malmö FF finalen i distriktsmästerskapen för första gången, där de förlorade med 3–4 mot rivalen Hälsingborgs IF. Klubben besegrade den lokala rivalen IFK Malmö tre gånger under säsongen, vilket gav dem den inofficiella men mycket åtråvärda titeln, Malmös bästa fotbollsklubb. År 1917 deltog Malmö FF i Svenska mästerskapet för första gången, en turnering i cupform där vinnaren blev utnämnd till svenska mästare. Malmö FF förlorade dock sin match i den andra kvalomgången med 1–4 mot IFK Malmö. Klubben fortsatte att spela i cupen fram tills 1922 och nådde kvartsfinalen 1920 då de slogs ut av Landskrona BoIS. Cupen avbröts slutligen och titeln svenska mästare gavs senare till vinnarna av Allsvenskan som först skapades inför säsongen 1924/1925.[a]
År 1920 bjöd Svenska Fotbollförbundet in svenska fotbollsklubbar till att tävla i officiella nationella tävlingar. Malmö FF fick då en plats i Division 2 Sydsvenska Serien. De vann den divisionen och blev uppflyttade till Svenska Serien Västra, den högsta divisionen i fotboll i Sverige på den tiden. De blev dock nedflyttade efter en enda säsong och fick spela i Sydsvenska Serien i ett årtionde innan de ännu en gång blev uppflyttade i Allsvenskan 1931.

### Första åren i Allsvenskan

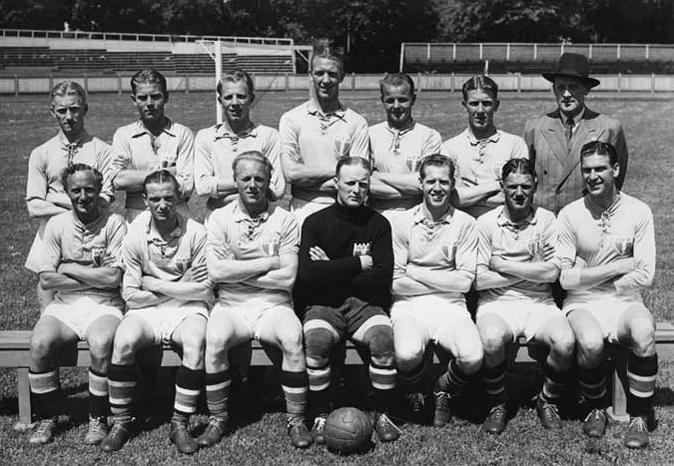
Malmö FF:s lag 1943/1944.

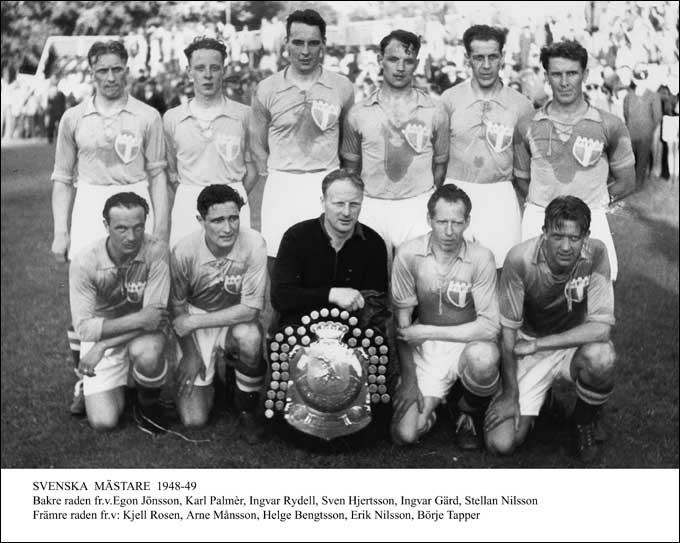
Svenska mästare 1949.

Klubben nådde mittenplaceringar i ligatabellen i två säsonger innan de 1934 blev nedflyttade som ett straff för att ha brutet mot amatörreglerna. Klubben hade betalat sina spelare en mindre summa pengar för varje match de spelade. Även om det var mot reglerna så var det vanligt på den tiden. Malmö FF var dock den enda klubben som visade upp det i sin bokföring. Utöver nedflyttningen till division 2, så blev hela styrelsen och tjugosex spelare avstängda. Den version av händelserna som berättades av Malmö FF och den lokala pressen var att det var den lokala rivalen IFK Malmö som anmält brottet till Svenska Fotbollförbundet. Detta tros ha bidragit till den långvariga rivaliteten mellan klubbarna.
Klubben tog sig tillbaka till Allsvenskan 1937 efter två säsonger i division 2. Samma år valdes Eric Persson till ordförande efter att varit sekreterare sedan 1929, och höll den positionen fram till 1974. Persson anses av klubbens ledare och fans som den viktigaste personen i klubbens historia, efter att han bland annat gjorde klubben till professionell på 1970-talet. Klubben gick även under hans ledning från att var titellösa 1937 till att ha vunnit svenska mästerskapet tio gånger fram till slutet av säsongen 1974. År 1939 nådde klubben sin dittills högsta position, en tredjeplats i Allsvenskan, nio poäng bakom mästarna IF Elfsborg. Första gången Malmö FF blev Svenska mästare var 1944 när klubben vann säsongens näst sista, och för guldet avgörande, match mot AIK inför 36 000 åskådare på Råsunda. Den sista matchen för säsongen vann klubben med 7–0 mot Halmstad BK.

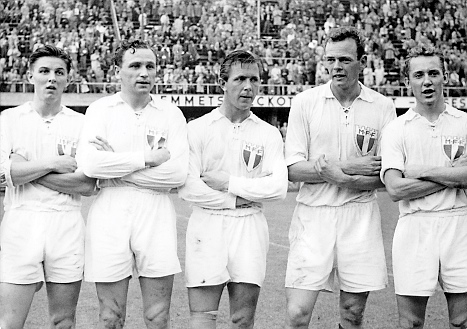
MFF-kedjan i stora silver-laget säsongen 1955-56. Charles Gustafsson, Henry Thillberg, Nils-Åke Sandell, Bengt Lindskog och Bertil Nilsson.

Alla de nästkommande nio säsongerna slutade Malmö FF i topp tre i ligan. Klubben vann det svenska mästerskapet 1949, 1950, 1951 och 1953 och kom tvåa 1946, 1948 och 1952. Klubben vann även Svenska cupen 1944, 1946, 1947, 1951 och 1953 och slutade tvåa 1945. Mellan den 6 maj 1949 och den 1 juni 1951 var laget obesegrat i 49 matcher i följd, varav 23 vinster i rad.

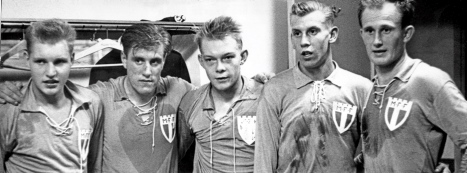
Ungdomsspelare på 1960-talet.

Klubben slutade på andraplats i Allsvenskan ytterligare två gånger, 1956 och 1957. Följande år lämnade klubben Malmö IP för Malmö stadion, som hade byggts inför Världsmästerskapet i fotboll 1958 och blev hemmaarena för klubben de kommande 50 åren. År 1964 värvade Malmö FF den spanska tränaren Antonio Durán, vilket var det första i en rad förändringar som ledde till den mest framgångsrika eran i klubbens historia. Unga talanger som Lars Granström och Bo Larsson dök upp under tidigt 1960-tal och skulle visa sig vara viktiga spelare på 1970-talet. Klubben slutade tvåa 1964 men fortsatte med att vinna sitt sjätte svenska mästerskap 1965, när Bo Larsson gjorde 28 mål och slutade som ligans skyttekung. Malmö FF vann återigen Allsvenskan 1967, efter ett mindre lyckat år 1966. Klubbens unga spelare, samt talanger som köps in från närliggande klubbar i Skåne 1967, blev ett lag som konsekvent slutade bland de tre bästa i Allsvenskan.

### 1970-, '80- och '90-talen
Efter att ha slutat på andraplats i Allsvenskan de två sista åren på 1960-talet inledde Malmö FF sitt mest framgångsrika årtionde i historien med att vinna svenska mästerskapet 1970. Klubben vann Allsvenskan 1970, 1971, 1974, 1975 och 1977 samt Svenska cupen 1976 och 1978. Vinsten i Allsvenskan 1977 kvalificerade klubben för Europacupen 1978/1979 och efter segrar mot AS Monaco, Dynamo Kiev, Wisła Kraków och Austria Wien nådde de, som enda svenska fotbollsklubb någonsin, finalen i tävlingen. Finalen spelades på Olympiastadion i München mot Nottingham Forest. Inför finalen drabbades man dock av ett svårt bakslag då nyckelspelaren Bosse Larsson inte kunde spela på grund av en knäskada. Utan Larsson på planen saknade Malmö FF sin naturliga målskytt och Nottingham Forest vann med 1–0 efter att Trevor Francis gjort finalens enda mål. Trots förlusten är detta fortfarande den största framgången i Malmö FF:s historia. Laget fick Svenska Dagbladets guldmedalj samma år med motiveringen: ”För den serie av bragder som förde MFF som första svenska lag fram till finalen i europeiska mästarcupen i fotboll.”

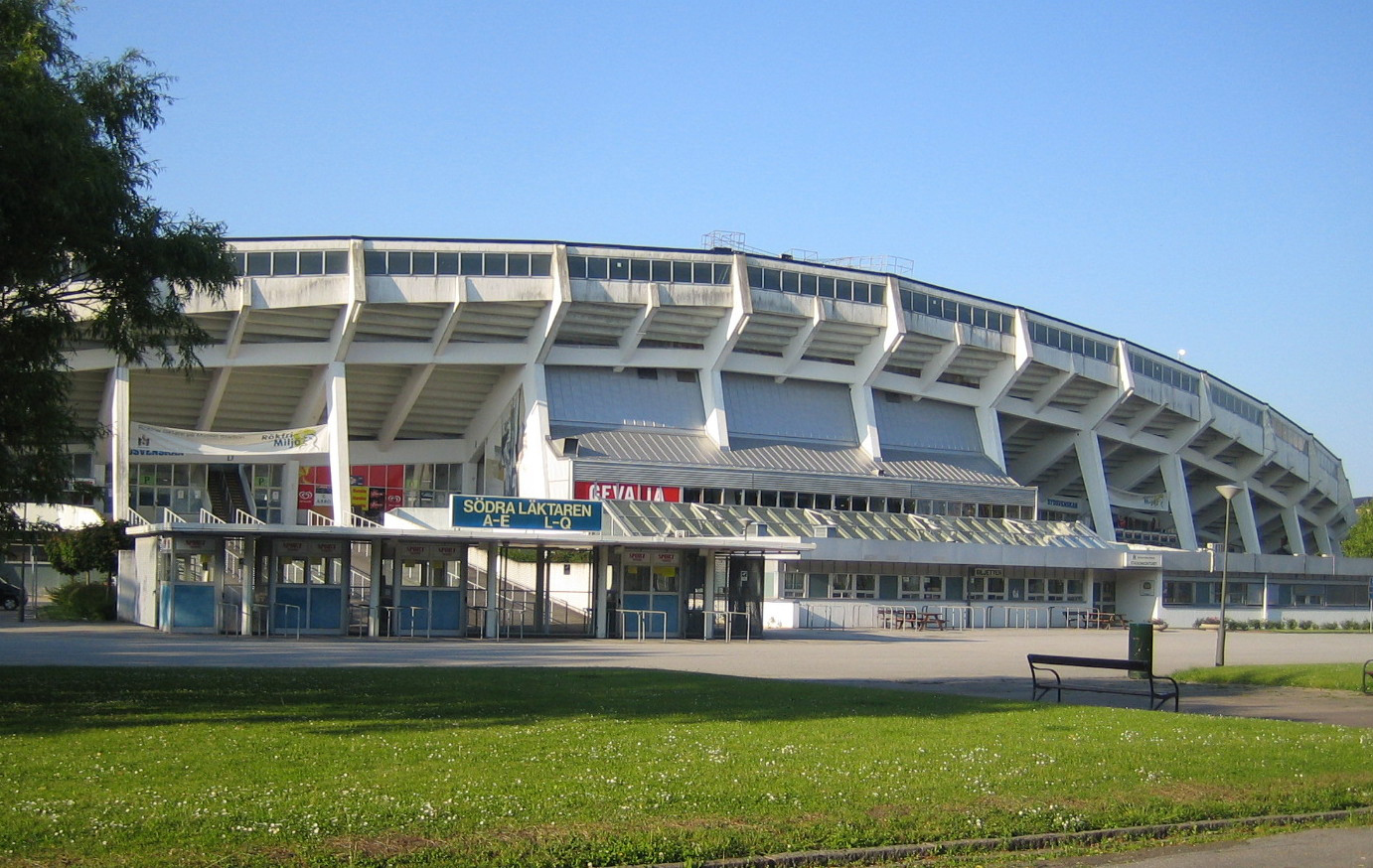
Malmö Stadion, klubbens hemmaarena mellan 1958 och 2008.

Mycket av framgångarna under 1970-talet berodde på en ny taktik och nya träningsmetoder som kom till klubben genom engelsmannen Bob Houghton, som tränade klubben mellan 1974 och 1980. Eric Persson efterträddes som ordförande 1974 av Hans Cavalli-Björkman. Efter att laget inte presterat tillräckligt bra under tränarna Keith Blunt och Tord Grip i början av 1980-talet tog Roy Hodgson över 1985. Han ledde klubben till två svenska mästerskap, 1986 och 1988 och klubben vann Allsvenskan fem år i rad mellan 1985 och 1989. Vid den tiden beslutades mästaren genom playoff mellan de bästa lagen efter att den ordinarie säsongen spelats klart. Playoff användes mellan 1982 och 1992 och klubben nådde finalen fyra gånger mellan 1986 och 1989 och vann två gånger. Utöver detta vann klubben Svenska cupen 1984, 1986 och 1989.
Under 1990-talet följde en lång nedgång för klubben. Förutom en andraplats i Allsvenskan 1996 lyckades laget inte utmärka sig och man vann varken Allsvenskan eller Svenska cupen på hela årtiondet, som blev klubbens resultatmässigt sämsta sedan 1930-talet. Årtiondet avslutades dessutom 1999 med att MFF degraderades ner till Superettan efter 62 säsonger i Allsvenskan. Degraderingen ledde till omfattande förändringar i klubbens styrelse, Hans Cavalli-Björkman efterträddes som ordförande av Bengt Madsen 1999 och före detta spelaren Hasse Borg anlitades som ny sportchef. Dessa förändringar i verksamheten, liksom det faktum att man lyckades behålla nästan hela sin spelartrupp samt framväxten av den unga talangen Zlatan Ibrahimović, ledde klubben tillbaka till Allsvenskan 2001. Ibrahimović blev berömd och var en viktig spelare i klubbens försök att återvända till högsta ligan. Han såldes senare till Ajax 2001 och har sedan dess spelat för Juventus, Inter, Barcelona, AC Milan, Paris Saint Germain och Manchester United.

### 2000-talets första decennium
Även om 2001 inte gav laget några högre placeringar lyckades man slå AIK i den allsvenska premiären efter ett år i Superettan, med två mål gjorda av Zlatan Ibrahimović.

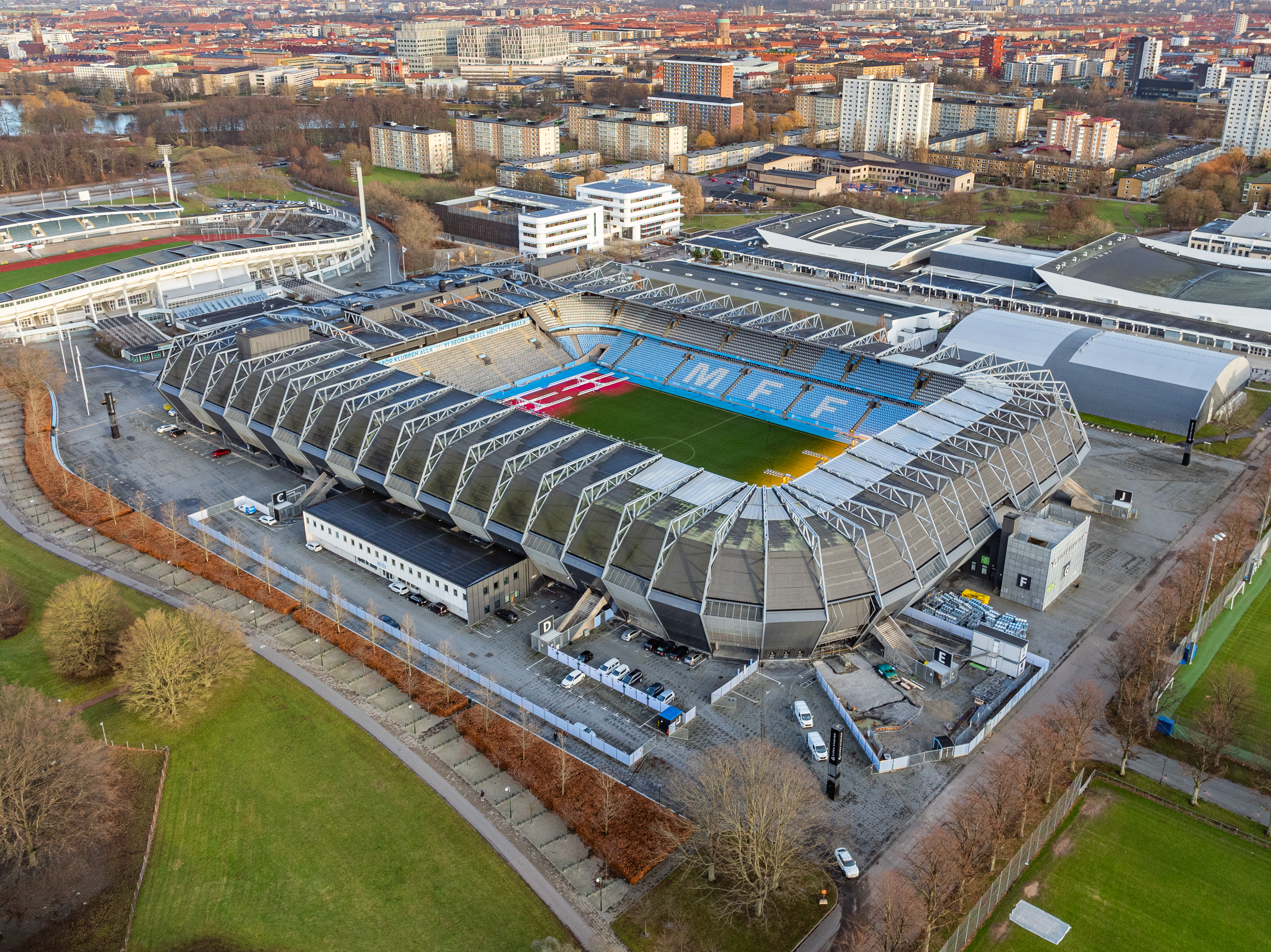
Nya Stadion

Återkomsten i Allsvenskan var starten på en framgångsrik inledning av 2000-talet, under ledning av Tom Prahl, där klubben slutade bland de tre bästa tre gånger i rad. År 2004 vann man Allsvenskan vilket var klubbens femtonde vinst i Svenska mästerskapet. Året efter nådde klubben den sista kvalomgången till Champions League men besegrades av Thun. Framgångsrikt sponsorarbete och försäljning av spelare gjorde Malmö FF till den rikaste klubben i Sverige; en position de fortfarande innehar 2023. Klubben flyttade från Malmö Stadion till Swedbank Stadion under 2009, en stadion helt byggd för fotboll som ligger intill den gamla.
År 2009 meddelade Madsen att han skulle avgå som ordförande och ersattes av Håkan Jeppsson i början av följande år. Under 2010 firade klubben sitt 100-årsjubileum med flera festliga evenemang i början av säsongen. På dagen av klubbens 100-årsjubileum förklarade den svenska fotbollstidningen Offside att Malmö FF var den största fotbollsklubben i svensk historia efter ha analyserat tillgänglig historisk statistik. Säsongen blev en stor succé för klubben som vann Allsvenskan för nittonde gången och blev svenska mästare för sextonde gången. Till skillnad från 2004 skedde inte några större övergångar innan säsongen, utan dessa framgångar kom med en trupp som bestod mestadels av yngre spelare. Klubben har fortsatt att vara en av de mest dominerande fotbollsklubbarna i Sverige. Under säsongen 2011 var klubben på förstaplats i den allsvenska maratontabellen. Malmö FF är även rekordhållare för antalet vinster i Allsvenskan och Svenska cupen.

### 2010-talet
År 2011 slog Malmö ut det skotska laget Rangers i Champions League-kvalet, med resultaten 0–1 borta och 1–1 hemma. De åkte sedan ut i playoff med sammanlagda resultatet 3–4 mot Dinamo Zagreb, efter ha förlorat med 1–4 på bortaplan och vunnit med 2–0 på hemmaplan. Säsongen 2012 slutade Malmö FF på en tredjeplats i Allsvenskan efter att ha varit inblandade i en rafflande guldstrid som till slut vanns av IF Elfsborg. Säsongen har dock i efterhand främst blivit känd på grund av de ekonomiska problem som förföljde klubben, samt att man återtog förstaplats i maratontabellen från IFK Göteborg.
År 2013 säkrade Malmö FF sin 17:e SM-titel och 20:e serieseger när de besegrade IF Elfsborg borta i näst sista omgången. Stor guldhjälte var Guillermo Molins som återvände till klubben under sommaren. Han gjorde 8 mål på 11 matcher och båda målen mot IF Elfsborg i näst sista omgången.
Inför säsongen 2014 presenterades Daniel Andersson som ny sportchef för Malmö FF och Markus Rosenberg återvände till klubben från West Bromwich Albion. MFF ledde serien från omgång 1 ända till sista omgången och säkrade därmed sin 18:e SM-titel. I kvalspelet till Champions League vann MFF den andra rundan mot lettiska Ventspils med totalt 1–0 (0–0 hemma) och den tredje rundan mot tjeckiska Sparta Prag på bortamål (2–4, 2–0). I den fjärde och sista rundan (playoff) mot österrikiska Red Bull Salzburg vann MFF med 4–2 (1–2 borta och 3–0 hemma) och tog sig därmed till gruppspel. I gruppspelet vann klubben matchen hemma mot grekiska Olympiakos med 2–0 efter två mål av Markus Rosenberg, men förlorade övriga fem matcher och slutade sist i gruppen.
Inför och under säsongen 2015 såldes bland andra Isaac Kiese Thelin, Emil Forsberg, Magnus Eriksson, Markus Halsti, Erik Johansson, Filip Helander, Ricardinho och Robin Olsen. Dessa ersattes av norrmännen Jo Inge Berget, Magnus Wolff Eikrem och Andreas Vindheim, serberna Nikola Djurdjic och Vladimir Rodić, sydamerikanerna Yoshimar Yotun och Felipe Carvalho, landslagsmeriterade backen Rasmus Bengtsson samt U21-landslagsmannen Oscar Lewicki, den isländske landslagsbacken Kári Árnason och den rutinerade målvakten Johan Wiland. Trots denna spelaromsättning lyckades Malmö FF för andra året i rad vinna samtliga 3 omgångar i Champions League-kvalet och ännu en gång kvalificera sig för gruppspel. I kvalspelet besegrades Zalgiris Vilnius, Red Bull Salzburg och Celtic. I gruppspelet blev det ännu en gång 3 poäng och en sistaplats i gruppen efter hemmaseger och bortaförlust mot Sjachtar Donetsk samt dubbla förluster mot Real Madrid och Paris Saint-Germain. I Allsvenskan slutade MFF femma efter att ha förlorat hemma i sista omgången mot IFK Norrköping, som tog SM-titeln. I samband med säsongsavslutningen lämnade också tränaren Åge Hareide Malmö FF efter två mycket framgångsrika säsonger och ersattes av Allan Kuhn.
Inför säsongen 2016 fanns isländske anfallaren Vidar Örn Kjartansson och den danske mittfältaren Anders Christiansen med bland nyförvärven. Senare anslöt också den rutinerade backen Behrang Safari. Årets enda chans att få kvala in till Europaspel för Malmö FF:s del gick via Svenska cupen 2015/2016, där man gick till sin första final sedan 1996. Mot BK Häcken hemma på Swedbank Stadion förlorade laget till slut efter straffavgörande (2–2 efter ordinarie tid och förlängning) och därmed inget Europacupspel för Malmö. I Allsvenskan 2016 fick bortamötet mot IFK Göteborg avbrytas under kaosartade former, sedan en IFK Göteborgssupporter kastat in en banger (kraftig smällare) på MFF-spelaren Tobias Sana, tidigare i IFK Göteborg. Även en av linjedomarna som stod alldeles i närheten drabbades. Därtill sprang en person in på planen, som senare visade sig vara ishockeyspelaren Mats Rosseli Olsen (Frölunda HC). Matchen kom aldrig att återupptas, utan Malmö FF tilldömdes i efterhand segern med 3–0. Malmö kom att säkra sin 19:e SM-titel den 26 oktober 2016, då man bortabesegrade Falkenbergs FF med 3–0 och därmed gick Malmö FF definitivt förbi IFK Göteborg i kampen om Sveriges "Mesta Mästare". I november meddelades det att Malmö FF sade upp Allan Kuhns anställning som tränare i Malmö FF, vilken ersattes av Magnus Pehrsson.
Inför säsongen 2017 lämnade bland andra Enoch Kofi Adu och Kari Arnason, in kom Lasse Nielsen närmast från belgiska Gent. I juli påbörjade MFF kvalspelet till Champions League, där man i den andra kvalomgången mot makedonska Vardar till slut förlorade med totalt 2–4 (1–1 hemma och 1–3 borta). I Allsvenskan 2017 hade laget haft både upp- och nedgång under säsongen, innan den 20:e SM-titeln var säkrad den 16 oktober 2017 genom att bortabesegra IFK Norrköping med 3–1.
Efter att ha inlett Allsvenskan 2018 med fyra förluster och två oavgjorda matcher på nio matcher, samt förlorat med 0–3 mot Djurgårdens IF i finalen av Svenska cupen, valde MFF att sparka huvudtränaren Magnus Pehrsson och låta sportchefen Daniel Andersson gå in som tillfällig tränare. I juni presenterades sedan Uwe Rösler som ny huvudtränare i Malmö FF. Vidare följde en period under sommarmånaderna där MFF inte förlorade en enda av totalt 16 tävlingsmatcher. I kvalet till Champions League besegrade MFF Drita från Kosovo och rumänska Cluj innan man åkte ut i den tredje kvalomgången mot ungerska Vidi. Mot danska FC Midtjylland i playoff till Europa League följdes 2–2 hemma upp med en bortaseger (0–2), varför MFF var klara för gruppspel. Med turkiska Beşiktaş, belgiska Genk och norska Sarpsborg 08 i gruppen kom Malmö att nå sextondelsfinal. I Allsvenskan slutade MFF på tredjeplats, vilket innebar en ny kvalplats till Europa League. Fredagen den 7 december meddelades det att Malmö FF:s ordförande sedan år 2010, Håkan Jeppsson, hastigt hade avlidit i en ålder av 57 år. Anders Pålsson trädde in som tillförordnad ordförande och blev ordinarie i mars 2019.
Malmö FF inledde tävlingsåret 2019 med ett dubbelmöte mot Premier League-storklubben Chelsea i sextondelsfinal i Europa League; 1–2 hemma och 0–3 borta (Chelsea kom att vinna hela turneringen). I Svenska cupen med Degerfors IF, Falkenbergs FF och Östers IF i sin grupp missades chansen att gå vidare till slutspel. I Allsvenskan 2019 gick MFF till sommaruppehåll som Allsvenska serieledare. Efter sommaruppehållet kom laget in i en viss formsvacka och tappade förstaplaceringen. I kvalspelet till Europa League gick MFF vidare till gruppspel efter segrar i kvalet mot Ballymena United (Nordirland), Domžale (Slovenien), Zrinjski Mostar (Bosnien-Hercegovina) och slutligen Bnei Yehuda Tel Aviv (Israel). Med Dynamo Kiev (Ukraina), FC Köpenhamn (Danmark) och Lugano (Schweiz) som konkurrenter vann Malmö slutligen gruppen. I den sista allsvenska omgången var MFF i guldläge en bit in i andra halvlek genom att besegra Örebro SK borta (5–0) – men Djurgårdens IF lyckades dock ta den bortapoäng mot IFK Norrköping som krävdes och vann SM-titeln, en poäng före MFF. Hemmamötet med Dynamo Kiev i Europa League (som slutade 4–3 till Malmö efter avgörande i den sjätte tilläggsminuten) var Markus Rosenbergs näst sista match i karriären och den sista på hemmaplan i Malmö och hyllades som en av de viktigaste spelarna i klubbens historia.

### 2020-talet

#### 2020
Tävlingssäsongen 2020 inleddes precis som fjolåret med sextondelsfinal i Europa League, denna gång mot tyska Wolfsburg, med förlust 1–5 totalt. I Svenska cupen 2019/2020 gick MFF till sin tredje final på fem säsonger genom att i gruppspel och slutspel besegra Syrianska FC, FK Karlskrona, AFC Eskilstuna, AIK och Mjällby AIF. I finalen, som spelades på Gamla Ullevi i Göteborg, stod dock IFK Göteborg som slutsegrare. Allsvenskan kom igång först i juni månad på grund av coronaviruspandemin. I kvalspelet till Europa League 2020/2021 besegrade MFF i tur och ordning Cracovia, Budapest Honvéd och Lokomotiva Zagreb, men i playoff-mötet mot spanska Granada åkte man ut och missade därmed chansen till gruppspel i Europa denna säsong. I Allsvenskan säkrade MFF till slut sin 21:a SM-titel den 8 november genom att besegra IK Sirius med 4–0.

#### 2021
I inledningen av 2021 missade MFF slutspelet i Svenska cupen 2020/2021 efter att ha blivit blott grupptrea. Man inledde dock Allsvenskan med sex segrar, två oavgjorda matcher och en förlust fram till sommaruppehållet. I kvalspelet till Champions League 2021/2022 besegrades i tur och ordning Riga FC, HJK, Rangers och Ludogorets Razgrad varpå MFF var klara för gruppspel i Champions League 2021/2022. I gruppspelet hamnade MFF sist i sin grupp efter oavgjort hemma och bortaförlust mot Zenit Sankt Petersburg samt dubbla förluster mot Chelsea och Juventus. MFF stod dock till slut som slutsegrare i Allsvenskan 2021 och försvarade därmed SM-titeln från 2020 och tog sin 22:a mästartitel. I slutet av året lämnade Jon Dahl Tomasson sin tjänst som huvudtränare i Malmö FF efter två säsonger.

#### 2022
Säsongen 2022 inleddes med att Malmö FF gick till final i Svenska cupen, som man sedan vann mot Hammarby IF efter ett avgörande på straffar. I Allsvenskan gick laget obesegrat de första sju omgångarna, men tappade sedan successivt under säsongen och slutade till sist på en sjundeplats, 18 poäng efter segrande BK Häcken. I kvalet till Champions League slogs Malmö ut redan i den andra omgången av Žalgiris, men tog sig via seger i playoff mot Sivasspor till gruppspel i Europa League. Väl där blev man dock sist i sin grupp på 0 poäng efter dubbla förluster mot Union Saint-Gilloise, Union Berlin och Braga. Under säsongens gång hann MFF både anställa och avskeda Milos Milojevic som huvudtränare, samt ha såväl Andreas Georgson som Åge Hareide som tillförordnade tränare.

#### 2023
Inför säsongen 2023 tog Henrik Rydström över som ny huvudtränare i Malmö FF. Malmö FF inledde den allsvenska säsongen med åtta raka vinster. I Svenska cupen nådde man kvartsfinal, som förlorades mot Djurgården efter straffläggning. Malmö FF bärgade sin 23:e SM-titel den 12 november efter en 1–0-seger i en dramatisk match mot Elfsborg. 

#### 2024
I slutet av januari fick Anders Christiansen sin comeback i säsongens första träningsmatch mot danska Silkeborg IF efter fjolårets hjärtstillestånd. Samtidigt presenterades säsongens första nyförvärv: Jens Stryger och Erik Botheim. 
Den 30 mars inleddes fotbollsallsvenskan för Malmö FF:s del med en 5–1 vinst mot IFK Norrköping. MFF vann de sex inledande omgångarna. Årets hemmapremiär mot Hammarby IF (2–0) präglades av stök; både inför och efter matchen inträffade flera incidenter mellan supportrar och polis. Anklagelser om oprovocerat våld riktades mot ordningsmakten. 
Under årets första månader vinner MFF sin grupp i svenska cupen följt av vinst i både kvartsfinal och semifinal mot IFK Norrköping respektive Halmstads BK. Finalen spelades på Eleda Stadion den 1 maj mot Djurgårdens IF där Malmö FF vinner på straffar. Matchhjälte blev Johan Dahlin som räddade två straffar. Detta blev klubbens sextonde cuptitel. 
I slutet av maj drabbades MFF av säsongens största skandal: lagkaptenen Pontus Jansson förekom i en förundersökning där ett flertal huliganer misstänks för brott. Detta ledde till en internutredning där Jansson blev av med kaptensbindeln och stängdes av från spel i en match. Jansson, som i media anklagades för bl.a antisemitism, JO-anmälde händelsen då det visade sig att det offentliggjorda materialet inte var komplett. 
Under sommaren såldes Derek Cornelius till Marseille vilket blev allsvenskans åttonde dåvarande dyraste försäljning genom tiderna. Dessutom säljs Sebastian Nanasi till Strasbourg för allsvensk rekordsumma. In kom Colin Rösler och Sead Hakšabanović, klubbens dyraste värvning genom tiderna. 
Under sommaren inleddes säsongens europaspel, med vinst i dubbelmötet mot färöiska KÍ Klaksvik. Därefter spelades 2–2 hemma mot PAOK. I returmatchen i Thessaloniki kvitterade Nils Zätterström i slutminuterna, och assisterade Anders Christiansen till ledningsmålet i förlängningen. I sista kvalrundan för Champions League förlorade man mot tjeckiska Sparta Prag med 0–4 totalt. Detta innebar dock spel i Europa League. Där förlorade man sina två första hemmamatcher, mot Rangers (0–2) och Olympiakos (0–1). Ligans första vinst tog man borta efter en vändning mot Qarabağ (2–1). 
Den 28 oktober säkrades klubbens 27:e allsvenska serieseger och 24:e SM-guld inför ett fullsatt Eleda Stadion. Efter underläge mot IFK Göteborg vände och vann Malmö FF efter mål av Taha Ali och Hugo Bolin. 

## Organisation
Malmö FF är en förening med årsmötet som högsta beslutande organ. Mötet godkänner räkenskaper och revision samt utser styrelse och ordförande. År 2018 utsågs Anders Pålsson till tillförordnad ordförande efter Håkan Jeppssons oväntade bortgång, och blev ordinarie ordförande i mars 2019. Föreningens dagliga verksamhet handhas av klubbens verkställande direktör i samråd med ordföranden. Malmö FF hade i slutet av år 2022 ett eget kapital på drygt 700 miljoner kronor och var sett till detta Sveriges rikaste fotbollsklubb.

### Tidigare avdelningar i Malmö FF
Malmö FF hade tidigare flera avdelningar, men endast herr- och damfotbollsavdelningen är kvar.
- Malmö FF Hockey – ishockeyavdelningen, grundad 1944, blev Malmö IF och skildes från klubben 1972
- Malmö FF Tennis – tennisavdelningen, grundad 1944, blev Bellevue TK och skildes från klubben 1977
- Malmö FF Handboll – handbollsavdelningen, grundad 1944, gick samman med Dalhems IF och skildes från klubben 1982 för att bli Dalhem/MFF
- Malmö FF Bridge – bridgeavdelningen, grundad 1948 och nedlagd 1964
- Malmö FF Badminton – badmintonavdelningen, grundad 1948, blev Malmö BMK och skildes från klubben 1980
- Malmö FF Bowling – bowlingavdelningen, grundad 1948 och nedlagd 2004
- Malmö FF Dam – damfotbollsavdelningen, grundad 1970, blev 2007 LdB FC Malmö och skildes från klubben 2007 innan namnet 2013 ändrades till FC Rosengård. Återstartad 2019.
- Malmö FF Bordtennis – bordtennisavdelningen, grundad 1975 och nedlagd 2006

## Färger och klubbmärket
Klubben är känd under smeknamnen Di blåe och Himmelsblått på grund av klubbfärgerna himmelsblått och vitt. Spelarna bär himmelsblåa tröjor, vita shorts och himmelsblåa strumpor. Bortafärgerna är röd- och vitrandiga tröjor, svarta shorts och röda strumpor. Olika alternativa kit har använts för internationellt spel, bland annat helvita som infördes på 1950-talet och helsvarta med himmelsblå och gyllene kanter och text som användes för europeiskt spel 2005.
Klubbfärgerna har inte alltid varit himmelsblåa. Klubbens föregångare BK Idrott bar blå- och vitrandiga tröjor och vita shorts, och detta användes fortfarande det första halvåret 1910 när Malmö FF bildats. Det ändrades senare till röd- och vitrandiga tröjor och svarta shorts för att symbolisera att Malmö FF var en ny klubb och ett liknande kit används nu som bortadräkt av dessa historiska skäl. Det nuvarande himmelsblåa kitet infördes 1920. Sedan 2010 finns en liten skånsk flagga med på baksidan av tröjan strax under nacken.
Klubbmärket består av en sköld med två vertikala himmelsblå fält på sidorna och ett vertikalt vitt fält i mitten. Nedanför skölden står det skrivet "Malmö FF" i himmelsblåa bokstäver med en himmelsblå stjärna under texten. I övre delen av skölden är ett vitt horisontellt fält över de tre vertikala fälten. Förkortningen "MFF" av klubbens namn skrivs ut med himmelsblåa bokstäver i detta fält. På toppen av skölden finns fem tornlika förlängningar av det vita fältet. Det nuvarande klubbmärket gjorde sin debut på tröjan på 1940-talet. Det fanns andra klubbmärken innan detta men de fanns aldrig med på tröjorna. Medan det första klubbmärket var svart och vitt så var det andra klubbmärket rött och vitt i enlighet med klubbens huvudfärger mellan 1910 och 1920. I det ursprungliga klubbmärket fanns inte klubbens namn och den himmelsblåa stjärnan under skölden med. Dessa lades till i efterhand då klubbens ordförande Eric Persson noterade att åskådare utomlands hade svårt att identifiera från vilken stad klubben kom enbart genom att titta på klubbmärket. Till klubbens 100-årsdag 2010 var årtalen 1910 och 2010 skrivna på varsin sida av skölden på ett himmelsblått band bakom skölden.
I modern tid har två guldstjärnor, mästerskapsstjärnor, lagts till över skölden, men endast på spelartröjorna. En stjärna symboliserar att klubben vunnit fler än tio inhemska titlar och är en tradition som tagits från italienska ligan. Malmö FF placerade två stjärnor över klubbmärket efter att de vunnit allsvenskan 2013. De hade då segrat i den svenska högsta serien 20 gånger. På 1980-talet blev inte allsvenskans seriesegrare svenska mästare, eftersom det avgjordes i ett slutspel bland de bästa i serien. De båda stjärnorna väckte en del kritik hos motståndarnas supporterklubbar, bland annat anmäldes Malmö FF till Reklamombudsmannen för "falsk marknadsföring" och IFK Göteborg skickade en matematikbok till klubben.
Efter guldet 2017 lades den andra stjärnan till igen, för att symbolisera den 20:e mästerskapsinteckningen
Under 2011 introducerade klubben ett nytt helt vitt bortakit för användning i europeiska cuper och Allsvenskan.

## Supportrar och rivalitet

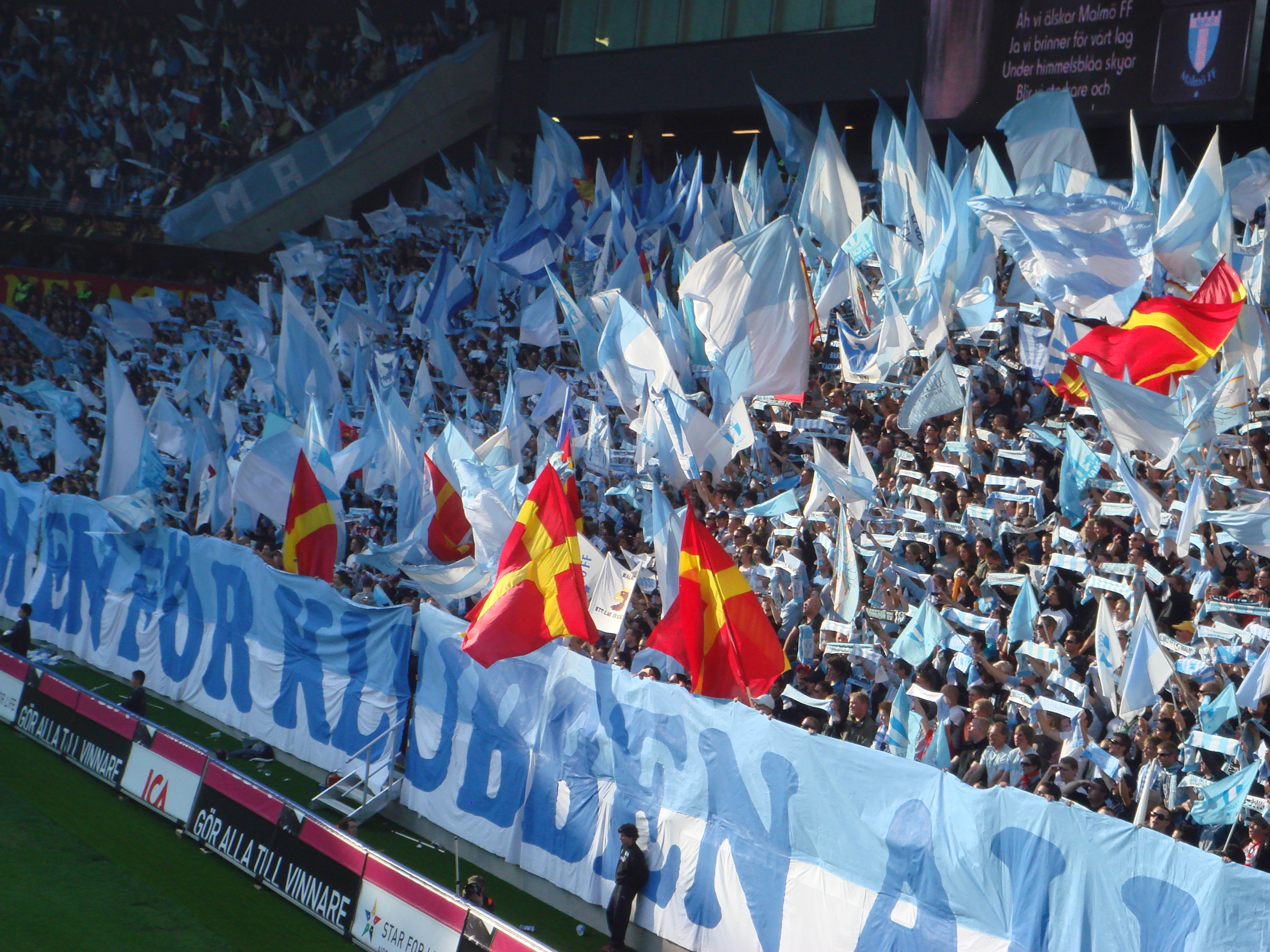
Fans på en hemmamatch.

Malmö FF är välkända för sin stora publik. Klubben har flera supporterklubbar, varav den största är den officiella supporterklubben MFF Support, grundad 1992. MFF Support beskriver sig själv som "en ideell och opolitisk förening som arbetar mot våld och rasism". I september 2011 blev Magnus Ericsson vald till ordförande för MFF Support.
Det finns även flera mindre fristående supportergrupper. Den mest framträdande av dessa är Supras Malmö, som grundades 2003 av en samling mindre ultrasgrupper och hängivna fans. Namnet "Supras" kommer från orden supporter och ultras, där det senare indikerar att gruppen är inspirerad av en fankultur med rötter i länder kring Medelhavet. Supras Malmö är den synligaste gruppen på stadions läktare med sina banderoller och flaggor. En annan grupp med liknande mål är Rex Scania. MFF Tifosi 96 (MT96) är ett nätverk av supportrar som skapar tifos för speciella tillfällen och viktiga matcher. 
Malmösystrar är Europas största kvinnliga supportergrupp med över 200 medlemmar. 
Supportrar till Malmö FF har vänskap med bland annat supportrar till Hertha BSC.
På grund av geografisk närhet finns en viss rivalitet med Trelleborgs FF och Landskrona BoIS, som båda är belägna i Skåne. Klubbens främsta rivaler är Helsingborgs IF, IFK Göteborg och IFK Malmö. Rivaliteten mellan Helsingborgs IF och Malmö FF har funnits sedan Malmö FF gick upp till Allsvenskan på 1930-talet, och är främst av geografiska skäl då båda lagen är från Skåne. Rivaliteten mellan IFK Göteborg och Malmö FF relaterar i högre grad till slag om titlar de två lagen emellan, då de är de två mest framgångsrika klubbarna i svensk fotbollshistoria och de enda två som har spelat europeiska cupfinaler: IFK Göteborg i Uefacupen 1982 och 1987 samt Malmö FF i Europacupen 1979.
Under 2000-talet har en rivalitet mellan Malmö FF och FC Köpenhamn växt sig starkare. Rivaliteten handlar framför allt om geografisk närhet och att lagen mer frekvent har spelat mot varandra. Under en match i Royal League år 2005 på Parken i Köpenhamn fick mötet att få en större betydelse än tidigare, detta efter att dansk polis under oklara grunder delade ut slag med batonger mot Malmösupportrar på läktaren. Vilket resulterade i ett antal skadade supportrar där flera fick vårdas för sina skador på sjukhus med bland annat en spräckt mjälte och ett flertal fick sys. 
Rivaliteten mellan IFK Malmö och Malmö FF är både geografisk och historisk. Klubbarna kommer från samma stad och spelade på samma stadion i början av 1900-talet. Troligtvis bidrogs det till stora spänningar när styrelseledamöter i IFK Malmö 1933 avslöjade Malmö FF:s brott mot amatörfotbollsreglerna till Svenska Fotbollförbundet. IFK Malmö har inte spelat i Allsvenskan sedan 1962, vilket gör matcher mellan de två klubbarna sällsynta.

## Arenor
Malmö FF:s första arena var Malmö IP som de delade med ärkerivalerna IFK Malmö. Laget spelade där från grundandet av klubben år 1910, fram tills 1958. Arenan existerar fortfarande idag, dock med lägre kapacitet, och används av damlaget FC Rosengård, som tidigare var Malmö FF:s damfotbollssektion. Kapaciteten 2012 är 7 600, men den var vanligen mycket högre när Malmö FF spelade där. Under den sista säsongen år 1957 var den genomsnittliga publiksiffran 15 500. Klubbens publikrekord på Malmö IP är 22 436 mot Helsingborgs IF den 1 juni 1956. Arenan anses fortfarande vara en viktig del av klubbens historia, då det var där som klubben grundades, spelade sina första 47 säsonger och vann fem svenska mästerskap. MFF, och IFK Malmö, spelade på Malmö IP även under säsongerna 1999 och 2000.
En ny arena började att byggas i Malmö efter att Sverige blivit värdland för Världsmästerskapet i fotboll 1958, namnet för arenan blev Malmö stadion. Malmö FF spelade sin första säsong på stadion 1958/1959. Första gången klubben vann svenska mästerskapet på arenan var säsongen 1965. En övre läktare lades till på arenan på 1980-talet och stod klar 1992. Klubben hade sin mest framgångsrika era på denna stadion, då de vann tio av sexton svenska mästerskap. Arenan hade ursprungligen en kapacitet på 30 000, men detta sänktes till 26 500 på grund av förändringar i säkerhetsbestämmelserna. Klubbens publikrekord på stadion var 29 328 mot Helsingborgs IF den 24 september 1967. Arenan delades med IFK Malmö.
Efter segern i Allsvenskan 2004 kom det planer på att bygga en ny arena. I juli 2005 meddelade Malmö FF att arbetet på Stadion hade börjat. Arenan var avsedd att ha 18 000 sittplatser och 6 000 ståplatser. Arenan kan även göras om så att den rymmer 21 000 åskådare, dock endast sittplatser, detta för europeiskt spel där ståplatser inte är tillåtet. Byggandet började 2007 och var klart 2009. Den nya arenan ligger bredvid Malmö Stadion. Även om byggandet fortfarande pågick runt om i arenan vid tidpunkten så invigdes arenan den 13 april 2009 i klubbens första hemmamatch för säsongen 2009 mot Örgryte IS; där Malmö FF:s Labinot Harbuzi gjorde det första målet i den 61:a minuten. Klubben vann Allsvenskan under sin andra säsong på arenan 2010, när klubben slog Mjällby AIF den 7 november i sista matchen för säsongen med 2–0. I samma match sattes publikrekordet på arenan till 24 148 personer. Stadion är en kategori 4 arena (högsta kategori) enl. UEFA:s ranking.

## Ägarskap och finansiering
Malmö FF gjorde övergången från att vara en amatörklubb till att bli fullt professionella i slutet av 1970-talet under ledning av klubbens ordförande Eric Persson. Malmö FF är en öppen förening med årsstämman som högsta beslutande organ, där varje medlem har en röst. Mötet godkänner räkenskaper och revision, utser styrelse och ordförande samt beslutar om inkomsterna. År 2010 valdes Håkan Jeppsson till ny ordförande efter Bengt Madsen. Föreningens dagliga verksamhet handhas av klubbens verkställande direktör i samråd med ordföranden.
Med ett eget kapital på 92,2 miljoner kronor år 2013 var MFF den rikaste fotbollsklubben i Sverige. Omsättningen för 2012, exklusive spelarövergångar var 163,5 miljoner kronor. Åren 2014 och 2015 bidrog intäkter från spel i Uefa Champions League till ett sammanlagt resultat på 375 miljoner.
Den högsta övergångssumman som Malmö FF fått för en spelare var 
omkring 135 miljoner kronor för Hugo Larsson, som såldes till Eintracht Frankfurt 2023. Det är den högsta övergångssumman som någonsin betalats till en svensk fotbollsklubb.
MFF hade 2015 Swedbank som namnpartner till Stadion, Puma som leverantör av matchställ och Rörläggaren som tröjsponsor. Officiella partners var AAK, Elitfönster, Eon, Gigantprint, Intersport, Länsförsäkringar Skåne, Svenska Spel, Sydsvenskan och Volkswagen Malmö.

## Mediebevakning
Malmö FF har varit huvudämnet i flera filmer. 
Klubben har i media uppmärksammats, bland annat för fotbollsdokumentärerna Blådårar, Blådårar 2 och Framåt Malmö, som visar klubben från både supportrarna och spelarnas perspektiv under säsongen 1997 och 2000. Blådårar 1 utspelar sig 1997, då klubben slutade trea i Allsvenskan. Filmen fokuserades på supportern Lasse, spelaren Anders Andersson, tidigare ordföranden Hans Cavalli-Björkman och andra personer.
Blådårar 2 utspelar sig 2000, året efter att klubben blivit degraderade till Superettan, och följer laget när de kämpar för sin återkomst till Allsvenskan. Den andra filmen fortsätter att följa Lasse, men har även ett stort fokus på Zlatan Ibrahimović, hans framsteg och hur han till slut såldes till AFC Ajax under säsongen 2001.
Klubben har även varit med i Mitt hjärtas Malmö, en serie dokumentärer som handlar om Malmös historia. Klipp som användes var matchbilder från 1940-talet (volym 7), och matchbilder från finalen i Europacupen i fotboll 1978/1979 som spelades i München från en supporters perspektiv (volym 8). Volym 9 av serien ägnades helt åt klubbens 100-årsjubileum år 2010.
I Om Sara, en svenska dramafilm från 2005, spelar Alexander Skarsgård den fiktiva fotbollsstjärnan Kalle Öberg, som spelar för Malmö FF.
En återkommande sketch i den andra säsongen av komediserien Hipp Hipp! involverade en grupp med Malmö FF-fans som sjunger samtidigt som de utför dagliga uppgifter.

### Inhemska

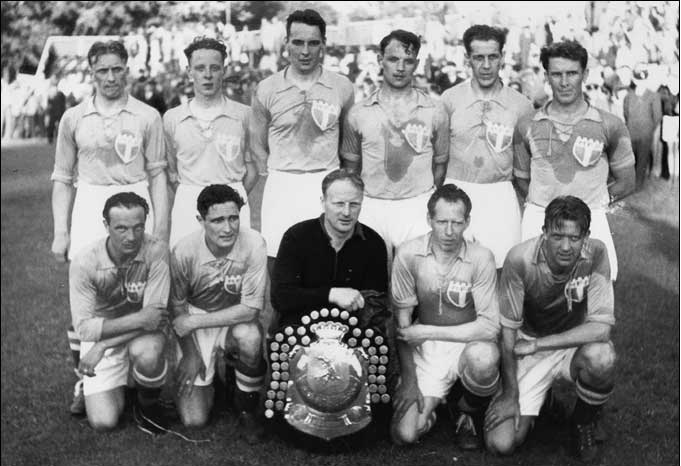
Malmö FF:s lag säsongen 1948/1949.

## Spelare

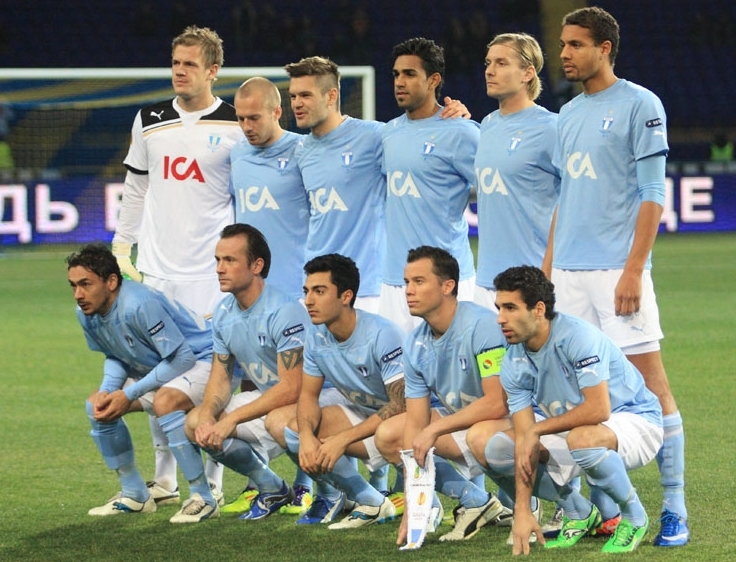
Malmö FF:s startelva innan en gruppspelsmatch i Uefa Europa League 2011/2012 mot FK Metalist Charkiv.

### Spelartruppen
| Nummer      | Land       | Spelare             | Födelsedatum      | Kom från         | Moderklubb          |           |
| Målvakter   | Målvakter  | Målvakter           | Målvakter         | Målvakter        | Målvakter           | Målvakter |
| ----------- | ---------- | ------------------- | ----------------- | ---------------- | ------------------- | --------- |
| 1           | Brasilien  | Ricardo Friedrich   | 18 februari 1993  | Kalmar FF        | Ituano              |           |
| 27          | Sverige    | Johan Dahlin        | 8 september 1986  | Midtjylland      | Trollhättans FK     |           |
| 30          | Sverige    | Robin Olsen         | 8 januari 1990    | Aston Villa      | Malmö FF            |           |
| 33          | Sverige    | Melker Ellborg      | 22 maj 2003       | Malmö FF U       | IFK Berga           |           |
| -           | Sverige    | Joakim Persson      | 18 februari 2007  | Malmö FF U       | Hyllie IK           |           |
| Försvarare  |            |                     |                   |                  |                     |           |
| 2           | Sverige    | Johan Karlsson      | 20 juni 2001      | Kalmar FF        | Sunnersta AIF       |           |
| 5           | Montenegro | Andrej Djuric       | 21 september 2003 | Röda stjärnan    | Röda stjärnan       |           |
| 13          | Sverige    | Martin Olsson       | 17 maj 1988       | BK Häcken        | Högaborgs BK        |           |
| 17          | Danmark    | Jens Stryger Larsen | 21 februari 1991  | Trabzonspor      | Frem Sakskøbing     |           |
| 18          | Sverige    | Pontus Jansson      | 13 februari 1991  | Brentford        | Arlövs BI           |           |
| 19          | Norge      | Colin Rösler        | 22 april 2000     | Mjällby AIF      | Fjellhamar          |           |
| 25          | Brasilien  | Gabriel Busanello   | 29 oktober 1998   | Chapecoense      | União Frederiquense |           |
| 35          | Sverige    | Nils Zätterström    | 29 mars 2005      | Malmö FF U       | IF Limhamn Bunkeflo |           |
| 44          | Sverige    | Malte Frejd Pålsson | 20 februari 2006  | Malmö FF U       | Kvarnby IK          |           |
| Mittfältare |            |                     |                   |                  |                     |           |
| 6           | Sverige    | Oscar Lewicki       | 14 juli 1992      | BK Häcken        | Limhamns IF         |           |
| 7           | Sverige    | Otto Rosengren      | 16 maj 2003       | Mjällby AIF      | Sölvesborgs GoIF    |           |
| 8           | Island     | Arnór Sigurðsson    | 15 maj 1999       | Blackburn Rovers | Akraness            |           |
| 10          | Danmark    | Anders Christiansen | 8 juni 1990       | Gent             | Gentofte-Vangede    |           |
| 11          | Sverige    | Emmanuel Ekong      | 25 juni 2002      | Empoli           | Bollstanäs SK       |           |
| 15          | Guinea     | Salifou Soumah      | 3 oktober 2003    | Zira FK          | AS Kaloum           |           |
| 16          | Norge      | Oliver Berg         | 28 augusti 1993   | Djurgårdens IF   | Gjøvik-Lyn          |           |
| 21          | Sverige    | Stefano Vecchia     | 23 januari 1995   | Rosenborg        | Vasalunds IF        |           |
| 22          | Sverige    | Taha Ali            | 1 juli 1998       | Helsingborgs IF  | Spånga IS           |           |
| 23          | Norge      | Lasse Berg Johnsen  | 18 augusti 1999   | Randers          | Viking              |           |
| 29          | Montenegro | Sead Hakšabanović   | 4 april 1999      | Celtic           | Halmstads BK        |           |
| 37          | Sverige    | Adrian Skogmar      | 23 november 2005  | Malmö FF U       | Malmö FF            |           |
| 38          | Sverige    | Hugo Bolin          | 24 juli 2003      | Malmö FF U       | Sjömarkens IF       |           |
| 40          | Sverige    | Kenan Busuladzic    | 6 februari 2007   | Malmö FF U       | Oskarshamns AIK     |           |
| 43          | Sverige    | Gentian Lajqi       | 8 januari 2007    | Malmö FF U       | Malmö FF            |           |
| Anfallare   |            |                     |                   |                  |                     |           |
| 20          | Norge      | Erik Botheim        | 10 januari 2000   | Salernitana      | Lyn                 |           |
| 32          | Island     | Daníel Guðjohnsen   | 1 mars 2006       | Malmö FF U       | Gavà                |           |

### Utlånade spelare
| Nr | Land    | Pos | Namn                                                          |
| -- | ------- | --- | ------------------------------------------------------------- |
| 14 | Danmark | MF  | Sebastian Jørgensen (i AGF till 30 juni 2026)                 |
| 34 | Sverige | MF  | Zakaria Loukili (i Varbergs BoIS till 31 december 2025)       |
| 36 | Kosovo  | MF  | Patriot Sejdiu (i Öster till 31 december 2025)                |
| 42 | Sverige | MF  | Viggo Jeppsson (i BK Olympic till 31 december 2025)           |
| -  | Sverige | MV  | William Nieroth Lundgren (i BK Olympic till 31 december 2025) |
| -  | Sverige | F   | André Alvarez Perez (i Landskrona BoIS till 31 december 2025) |

| Nr | Land             | Pos | Namn                                                 |
| -- | ---------------- | --- | ---------------------------------------------------- |
| -  | Ghana            | F   | Banabas Tagoe (i BK Olympic till 31 december 2025)   |
| -  | Sverige          | MF  | Anton Höög (i BK Olympic till 31 december 2025)      |
| –  | Sverige          | MF  | Mubaarak Nuh (i BK Olympic till 31 december 2025)    |
| -  | Mali             | MF  | Mahamé Siby (i Martigues till 30 juni 2025)          |
| -  | Palestina (stat) | MF  | Moustafa Zeidan (i Rosenborg till 31 december 2025)  |
| -  | Sverige          | A   | Alexandru Ghita (i BK Olympic till 31 december 2025) |

### P19-Truppen 2024
| Nr | Land    | Pos | Namn                           |
| -- | ------- | --- | ------------------------------ |
|    | Sverige | MV  | Joakim Persson (-07)           |
|    | Sverige | MV  | Theodor Kvist (-07)            |
|    | Sverige | MV  | William Nieroth Lundgren (-06) |
|    | Sverige | F   | Alexander Hughes (-05)         |
|    | Sverige | F   | Alexander Olsson (-07)         |
|    | Sverige | F   | Amadeus Sundgren (-07)         |
|    | Sverige | F   | Arvin Agah (-06)               |
|    | Sverige | F   | Joseph Atie (-06)              |
|    | Sverige | F   | Linus Larsen (-07)             |
|    | Sverige | F   | Simeon Jovanovski (-06)        |
|    | Sverige | F   | William Åkesson (-05)          |
|    | Sverige | MF  | Adrian Daly Tempelaar (-05)    |
|    | Sverige | MF  | Anton Höög (-07)               |
|    | Sverige | MF  | David Karlsson (-06)           |

| Nr | Land    | Pos | Namn                   |
| -- | ------- | --- | ---------------------- |
|    | Sverige | MF  | Finlay Neat (-06)      |
|    | Sverige | MF  | Gentian Lajqi (-07)    |
|    | Sverige | MF  | Hugo Bäckstrand (-06)  |
|    | Sverige | MF  | Kenan Busuladzic (-07) |
|    | Sverige | MF  | Oskar Kronvall (-06)   |
|    | Sverige | MF  | Stig Karlsson (-07)    |
|    | Sverige | MF  | Viggo Ekh (-07)        |
|    | Sverige | MF  | Viggo Jeppsson (-06)   |
|    | Sverige | MF  | Viggo Karlsson (-07)   |
|    | Sverige | MF  | Wille Persson (-05)    |
|    | Sverige | A   | Alexandru Ghita (-06)  |
|    | Sverige | A   | Medjen Llumnica (-07)  |
|    | Sverige | A   | Modou Dibba (-06)      |

### Utlånade spelare
| Nr | Land | Pos | Namn |
| -- | ---- | --- | ---- |